# گلن کین
گلن کین (انگلیسی: Glen Keane؛ زادهٔ ۱۳ آوریل ۱۹۵۴) کارتونیست، نویسنده و تصویرگر اهل ایالات متحده آمریکا است. او برای پویانمایی کاراکترهای مشهوری از دیزنی از جمله پری دریایی کوچولو، دیو و دلبر، علاءالدین، پوکاهانتس، تارزان و گیسوکمند مشهور است. او در ۱۹۹۲، برنده جایزه آنی برای پویانمایی کاراکتر، در ۲۰۰۷ برنده جایزه وینزر مک‌کی برای یک عمر فعالیت هنری در حوزه انیمیشن شد و در ۲۰۱۳، افسانه دیزنی نامیده شد.
در سال ۲۰۱۷ او فیلم بسکتبال عزیز را بر اساس شعر خداحافظی کوبی برایانت از بسکتبال با نام بزرگداشت بازیکن ساخت. این فیلم در نودمین دوره جوایز اسکار برنده جایزه اسکار بهترین پویانمایی کوتاه شد.